# 呉線
呉線（くれせん）は、広島県三原市の三原駅から広島県安芸郡海田町の海田市駅に至る西日本旅客鉄道（JR西日本）の鉄道路線（幹線）である。
このうち三原駅 - 広駅間には、公募により「瀬戸内さざなみ線」という愛称が付けられたが、旅客案内は「呉線」で統一されている。

## 概要
かつて東洋一の軍港と呼ばれた呉市を経由して、瀬戸内海に沿って三原市と海田町を結んでいる。運転系統としては、西部区間を走るすべての列車が広島駅まで乗り入れ、沿線と県都の広島市を結ぶ役割を果たしている。内陸を並走する山陽本線のこの区間は「瀬野八」と呼ばれる線内最大の連続急勾配区間を挟むため、歴史的には山陽本線のバイパスとして機能してきた。しかし、山陽新幹線開業による優等旅客列車の削減、および、沿線の急速な都市化により、現在では通勤・通学輸送が主体となっている。全線単線であるが、輸送量が多く、途中駅のうち路線開業時からある駅は全てが行き違い駅となっている。主要駅の呉駅はJR西日本の単線区間では最多の乗降人員がある。
戦前・戦中は沿線に軍事施設が多く存在することから要塞地帯に指定され、車内で列車の鎧窓を上げるように命じられたり、川原石など沿線に目隠し用の板塀が設置されたりしていた時代もあったが、一方で要人輸送の需要があり、決戦非常措置要綱に基づき他線区で二等車の連結が廃止される中、呉線内では連結が認められていた。
広駅 - 海田市駅間は「広島シティネットワーク」として広島市の近郊路線のひとつとして扱われている。その一方「瀬戸内さざなみ線」の愛称を持つ三原駅 - 広駅間は観光路線としての側面も持つ。海のすぐ近くまで山が迫る区間も多く、安芸幸崎駅 - 忠海駅間では車窓から瀬戸内海を眺望できる。
歴史的な経緯から、山陽本線との間に経路特定区間が設定されている。三原駅 - 海田市駅間を当線経由（87.0km）で乗車する場合の運賃・料金は、山陽本線経由（65.0km）で計算される。片道101km以上の乗車券であればどちらの経路でも途中下車可能である。1978年以降、呉線を経由する優等列車は消滅しているが、この制度の対象区間である。なお、山陽本線に事故で不通になったり工事などで線路閉鎖が生じたりした際には、寝台列車が迂回して呉線を通ったことがある。また、現在も一部の団体臨時列車（主に「TWILIGHT EXPRESS 瑞風」）などが呉線経由で走っている。また、かつては優等列車のほか、荷物列車や貨物列車のそれぞれ一部が（山陽本線の瀬野八を回避できるメリットがある）呉線を経由していたが、行き違い有効長の問題で長編成の入線が難しく、また全線単線で数多く設定することができなかった。これらの列車は現在はすべて廃止されている。
全線が広島支社の管轄であり、IC乗車カード「ICOCA」の利用可能エリアである。
2014年に、広島駅を起点とした運転系統の呉線として広島駅 - 広駅間で「瀬戸内海沿いを運行しており、水面に反射する暖かい日射しの色のイメージ」として黄（■）のラインカラーが、路線記号に Y が選定された。同年10月末の広島駅における先行導入を経て、翌2015年3月14日のダイヤ改正で本格的に導入された。一方、車内掲示等で使われる広島エリアの路線図においては仁方駅以東もこのカラーで表現されている。公式サイトの全域路線図についても2016年4月に岡山・山陰エリアの路線記号が反映された際に、黄色にYの路線記号の適用区間が、仁方駅以東も含めた呉線全区間に拡大された。また、岡山支社管内で駅掲示運賃表を路線記号入りに更新した駅でも同様の対応となっている他、同支社管内西端の糸崎駅では方面案内で直通先として呉線の路線記号が使われている。その一方で、仁方駅 - 三原駅間各駅の駅掲示時刻表では路線記号のない山口地区各線同様に、路線記号のアルファベットが入らないカラーのみのシンボルを使用している。
なお、線内には日本で一番短いトンネルである川尻トンネル（全長8.7メートル）がある。
広駅 - 広島駅間の2019年度のラッシュ時の混雑率は87%となっている。

### 路線データ
- 管轄（事業種別）：西日本旅客鉄道（第一種鉄道事業者）
- 路線距離（営業キロ）：87.0km
- 軌間：1067mm
- 規格：甲線
- 駅数：28（起終点駅含む）
  - 呉線所属駅に限定した場合、山陽本線所属の三原駅・海田市駅が除外されるため[13]、26駅となる[1]。
- 複線区間：なし（全線単線）
- 電化区間：全線（直流1500V）
- 閉塞方式：単線自動閉塞式
- 保安装置
  - 三原駅 - 広駅間：ATS-SW
  - 広駅 - 海田市駅間：D-TAS及びATS-SW
- 最高速度：95km/h
- 運転指令所：中国総合指令所広島指令所

## 運行形態
| 種別＼駅名         | 広島 | …   | 海田市 | 海田市 | …   | 呉  | 呉  | …   | 広  | 広  | …   | 三原 |
| ------------------ | ---- | --- | ------ | ------ | --- | --- | --- | --- | --- | --- | --- | ---- |
| 普通               | 1本  | 1本 | 1本    | 1本    | 1本 | 1本 | 1本 |     |     | 1本 | 1本 | 1本  |
| 快速安芸路ライナー | 2本  | 2本 | 2本    | 2本    | 2本 | 2本 | 2本 | 2本 | 2本 |     |     |      |

1935年の全通以来、戦中・戦後の一時期を除き1978年まで山陽本線の優等列車の一部や1986年まで荷物列車の一部が呉線を経由していたが、現在は快速・普通列車のみが運転されている。三原駅 - 広駅間のほぼ全ての列車でワンマン運転が開始された2003年10月1日以降は、広駅で運転系統が分かれている。朝夕には広駅で列車番号を変えて同駅を越えて直通する列車がある。糸崎駅・三原駅 - 広駅間、広駅 - 広島駅・岩国駅・あき亀山駅間の運転が多い。呉駅 - 広島駅間には快速「安芸路ライナー」および「通勤ライナー」（次節参照）が設定されている。2019年のダイヤ改正以降、ワンマン列車でも全ての駅で全てのドアから乗降できるようになっている。
海田市駅側ではすべての列車が山陽本線の広島駅に直通し、一部の列車は広島駅を越えて山陽本線には最長で徳山駅まで、可部線には最長であき亀山駅まで乗り入れている。
山陽本線の広島駅方面については、JR発足後も長らく下関駅まで乗り入れていたが、227系の運行が開始された2015年3月14日以降は山口県内の乗り入れ区間が大幅に短縮されている。2015年3月13日までは広駅 - 下関駅間の直通列車が1日1往復運転されていたが、翌14日のダイヤ改正で岩国駅で系統分割されたため呉線から下関駅までの乗り入れが消滅した。この時点でも新山口駅までの乗り入れが下り広発新山口行き1本のみ残っていたが、この列車も2016年3月26日のダイヤ改正で徳山駅で系統分割され、同改正後の最長の乗り入れ範囲は徳山駅までとなった。2022年3月12日改正以降は大半の列車が広島シティネットワーク西端の岩国駅までの乗り入れとなっており、岩国以西と直通するのは全日朝の広発由宇行き1本、および全日朝の徳山駅発広行きのみとなっている。
なお、国鉄時代は宇品線（1972年廃止）・岩徳線・岩日線（現在の錦川鉄道錦川清流線）へ直通する普通列車が運転されていた時期もあった一方で、可部線への直通列車は存在しなかった。
三原駅側では夕方以降の一部列車が山陽本線の糸崎駅に乗り入れている。1975年3月10日に優等列車に代わる快速列車が設定されて以降、岡山駅に直通する列車が設定されていたが、下り列車は2003年9月30日をもって消滅した。上り列車はその後も朝の始発列車のみ岡山行きとして運行されていた（2013年3月16日ダイヤ改正の時刻では岩国4:52発→岡山9:35着）が、この列車も2014年3月14日をもって福山行きに短縮され、岡山駅までの直通運転が消滅した。その後も上りのみ福山駅まで直通する列車が運行されていたが、2020年3月13日をもって最後まで残っていた夕方の広島発の快速「安芸路ライナー」福山行きが糸崎行きに短縮された。なお、平成初期には岡山駅を越えて瀬戸駅・万富駅・和気駅に乗り入れる列車もあった。

### 快速「安芸路ライナー」「通勤ライナー」
広駅 - 広島駅間では、快速「安芸路ライナー」「通勤ライナー」が運転されている。普通列車との所要時間差は15 - 20分程度。車両は227系が用いられる。「安芸路ライナー」は1999年2月7日から呉線快速列車の列車名として使用されているが、当初は広島支社発行の無料の時刻表のみ列車名が併記され、2000年まで全国版の時刻表には併記されていなかった。2004年10月16日には朝夕に運行される停車駅の少ない列車が「通勤ライナー」として分離された（2017年からは朝の広島方面のみ運行）。

### 普通
三原駅 - 広駅間では、ほぼ終日にわたり1時間に1本の運転で、朝や夕夜間には安浦駅発着の列車もあり、全ての列車がワンマン運転を行っている。また、広駅 - 広島駅間では日中は1時間に1-2本運転されている。車両は227系電車が使用される。なお、2022年3月12日の改正で、日中の広駅 - 広島駅間の区間運転列車は呉駅 - 広島駅間の運転に変更され、上り列車が呉駅で快速を待ってから広駅方面に続行する（呉駅 - 広駅間は快速も各駅に停車）運用がなくなった。

### 臨時列車

#### 瀬戸内マリンビュー
2005年に広島県の大型観光キャンペーンにより、3月 - 8月の土曜・休日を中心に「スーパーサルーンゆめじ」で快速「瀬戸内おさんぽ号」が運転された。その後同年10月1日からキハ47形気動車の改造車（7000番台）を使用し、観光列車として快速「瀬戸内マリンビュー」が運転されていた。
なお、「瀬戸内マリンビュー」はNHK大河ドラマ『平清盛』の放送に合わせて2012年1月7日から「清盛マリンビュー」として運転されていた。2013年1月14日で「清盛マリンビュー」としての運転は終了し、同月19日から「瀬戸内マリンビュー」に戻されている。
2019年7月に、「せとうち広島デスティネーションキャンペーン」にあわせて、2020年秋に新たな観光列車の運行を開始するとJR西日本が発表し、これに伴い、「瀬戸内マリンビュー」は2019年10月-12月の「せとうち広島デスティネーションキャンペーン プレキャンペーン」（せとうち広島プレDC）期間を最後に運転を終了した。通常は広島駅 - 三原駅間の運転のところ、せとうち広島プレDC期間中は広島駅 - 尾道駅間に運転区間が延長された。 

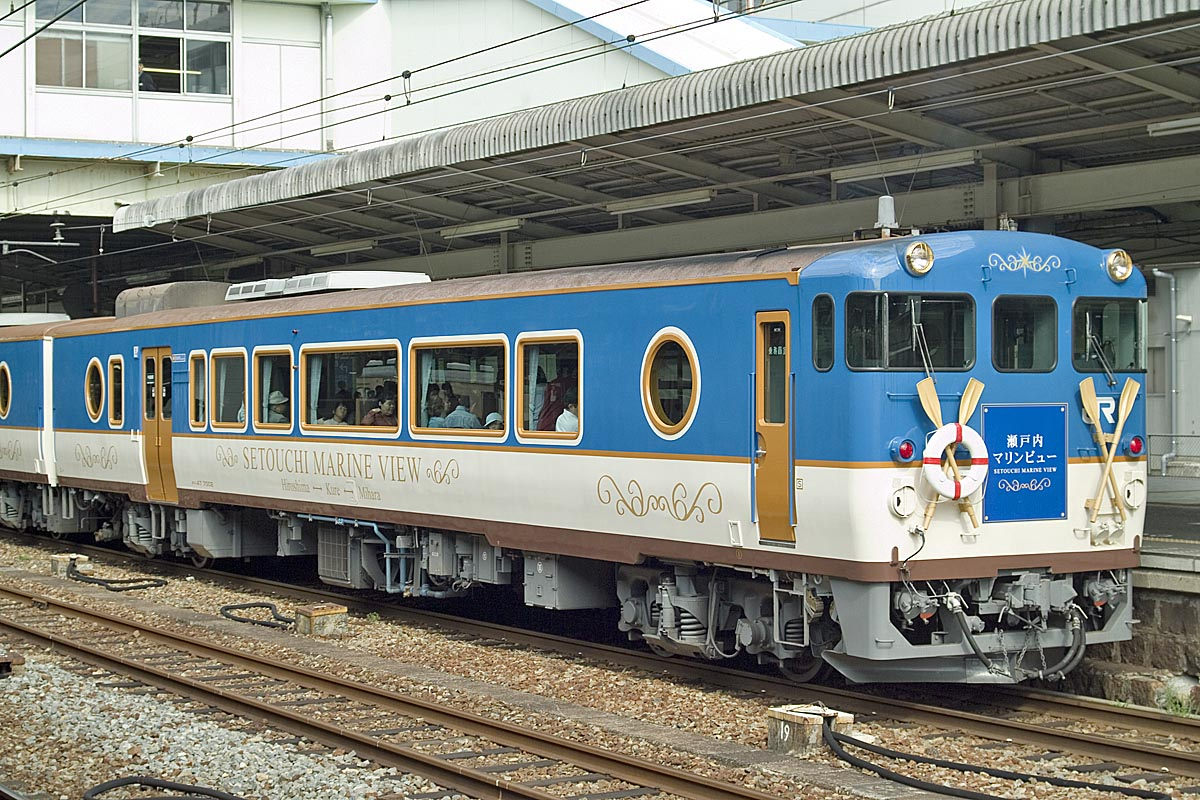
キハ47形7000番台「瀬戸内マリンビュー」

#### etSETOra
瀬戸内マリンビューの車両を改造して、「せとうち広島デスティネーションキャンペーン」にあわせて、2020年10月3日から金 - 月曜日や祝日に観光列車として臨時快速「etSETOra（エトセトラ）」の運行を開始した。運行開始当初は、往路の広島発尾道行きのみ呉線を経由していたが、2021年10月2日からは復路の尾道発も呉線経由に変更され、宮島口行きから広島行きに変更された。
往路の「etSETOra」では事前予約でスイーツ小箱「瀬戸内の小箱」（和・洋の2種類）、無農薬で作られたお茶、宮島で焙煎されたコーヒーが販売されている。また、復路の「etSETOra」では、1号車にあるバーで瀬戸内のカクテルや東広島の日本酒といった酒類が提供される。
そして往路・復路共に車内販売があり、主にダルマベリーや竹原のかりんとう・瀬戸内レモンケーキ、アルコール以外にも大和ラムネやスマックのクリームソーダにシンプルな志和の天然水を販売している。

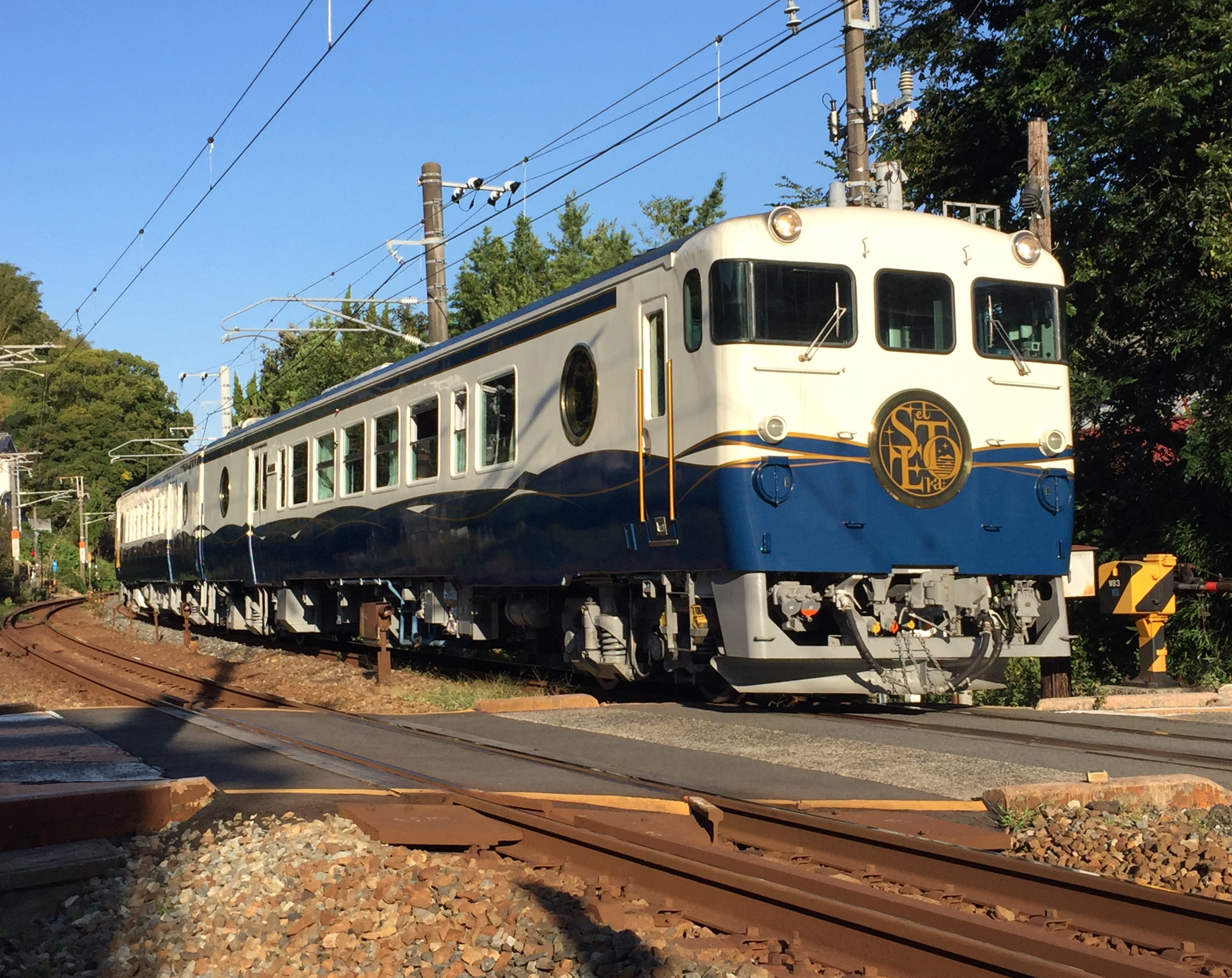
キロ47形7000番台「etSETOra」

## 使用車両

### 現在の使用車両
定期列車はすべて下関総合車両所広島支所に所属する電車で運転されている。

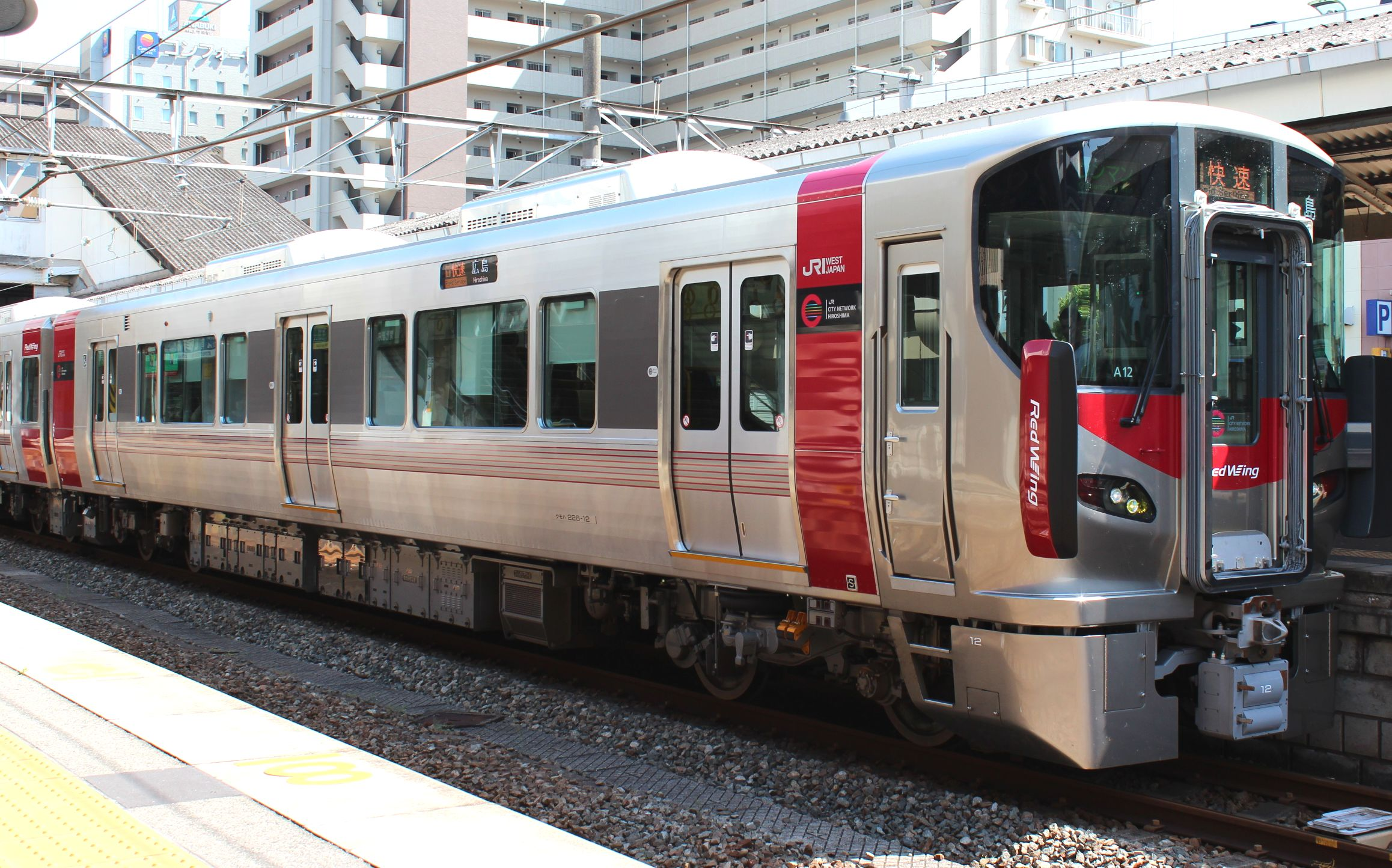
227系
2両 - 6両で運転されている。快速「安芸路ライナー」は3両または4両で運転されている。
日中時間帯の快速「安芸路ライナー」と三原駅 - 広駅間で運転される全ての普通列車でワンマン運転を実施している。

- 227系

### 過去の使用車両
- 電車
  - 103系
  - 105系
  - 165系：急行列車など
  - 167系：急行「吉備」（1970年 - 1972年）など
  - 153系：急行列車など
  - 111系：快速列車など
  - 113系
  - 115系
  - 70系・80系
  - 72系
- 気動車[31][32]
  - キハニ5000形：三呉線部分開業時に使用
  - キハ41000形：広駅以西の区間列車用
  - キハ42000形：広駅以西の区間列車用
  - キハ10系：普通列車など
  - キハ20系：普通列車など
  - キハ55系：準急列車など
  - キハ58系：準急・急行列車など
- 蒸気機関車[33]
  - 230形
  - 1150形
  - 5160形
  - 5700形
  - 6150形
  - 6760形
  - 8620形
  - C11形
  - C50形
  - C51形
  - C53形
  - C55形
  - C57形
  - C59形
  - C62形
  - D50形
  - D51形
- 電気機関車
  - EF58形
  - EF15形
  - EF61形
  - EF62形
  - EF65形
- 客車
  - 24系：寝台特急「安芸」（1977年 - 1978年）
  - 20系：寝台特急「安芸」（1975年 - 1977年）
  - 12系：急行「音戸」（1973年 - 1975年、臨時列車としては1969年 - 1975年）など
  - 10系： 急行「安芸」（1956年 - 1970年）、急行「音戸」（1961年 - 1975年）など
  - スハ43系：急行「安芸」（1951年 - 1964年）、普通列車など
  - オハ35系：急行7・8列車（1939年 - 1942年）、急行「安芸」（1950年 - 1968年）、普通列車など
  - スハ32系：急行7・8列車（1935年 - 1942年）、普通列車など
  - オハ31系：急行7・8列車（1935年 - 1942年）、普通列車など
  - オイテ27000：急行7・8列車（1935年 - 1939年）
  - 22000系：普通列車など

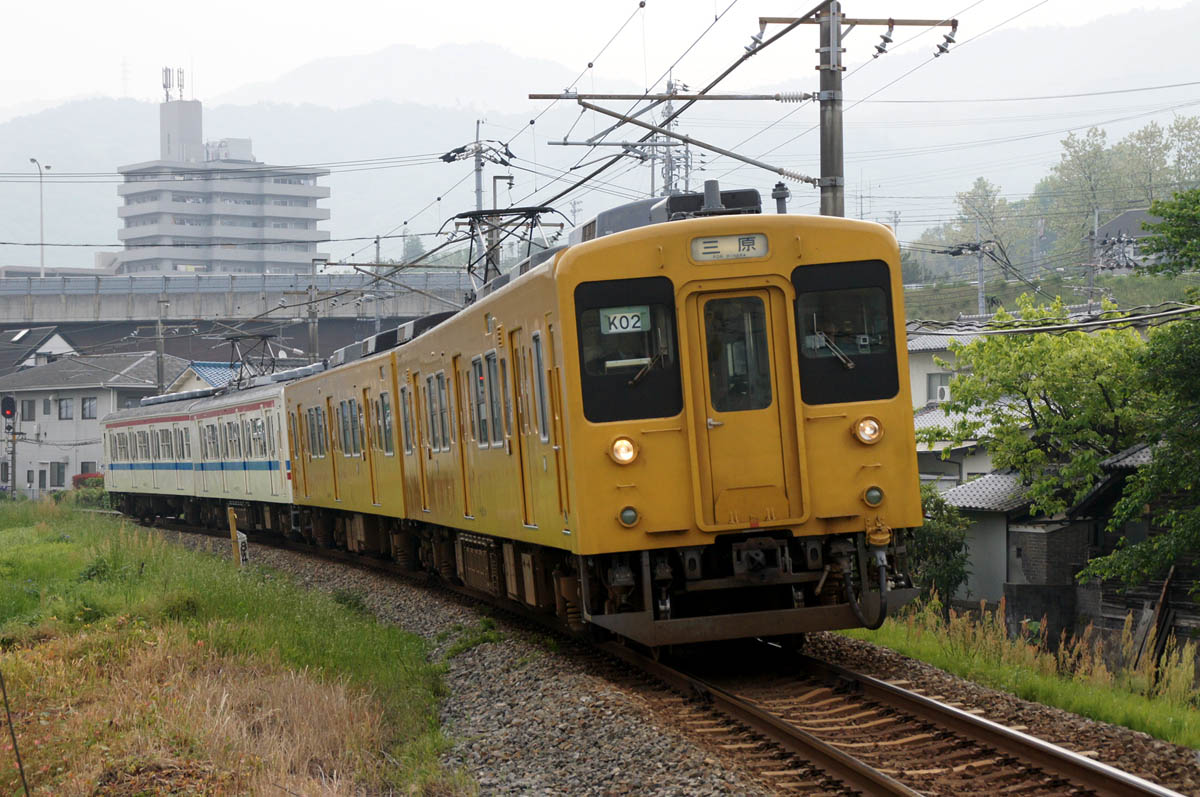
105系
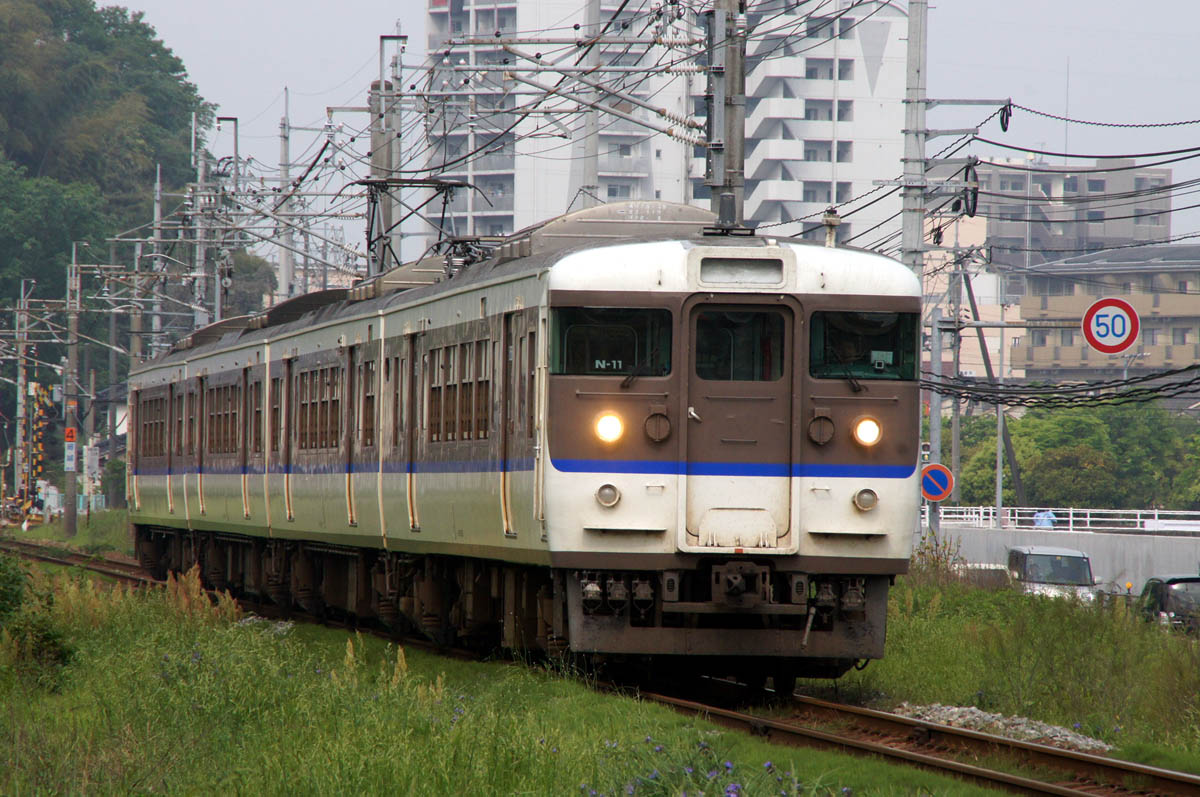
115系
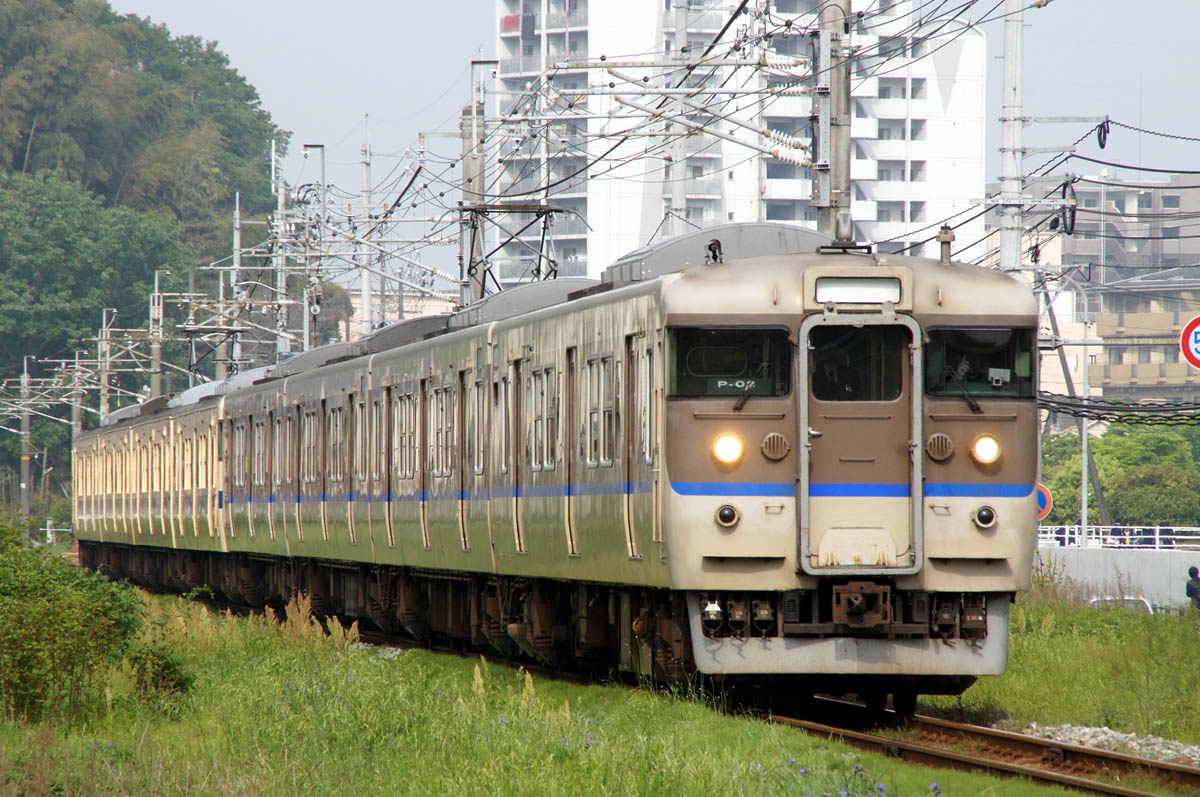
113系

## 輸送改善
呉線には第二次世界大戦前から複線化構想があり、1941年（昭和16年）3月に着工し、全長20kmのうち15kmの路盤と11のトンネルのうち9つのトンネルが完成していたが戦況悪化と物資不足により頓挫した。
戦後も期成同盟会によって複線化が要望された。1970年（昭和45年）の呉線全線電化の際には呉駅 - 海田市駅間では、複線化のために建設されていた路盤とトンネルが使用された。
1988年（昭和63年）に沿線市町などでJR呉線複線化等期成同盟会が結成され、1994年（平成6年）に呉駅 - 広駅間の複線化の総費用を235億円と算出した。これに対してJR西日本は行き違い施設の増設により、10分の1の事業費で同程度の輸送効果が見込めるとする対案を示した。これにより3か所の行き違い設備を、要望のあった新駅2駅（水尻駅・かるが浜駅）と、川原石駅を移設して設置することとし、この結果、ラッシュ時にも快速運転ができるようになった。
なお2006年夏以降、利用者や経済界からの所要時間短縮の要望を受けて、呉市による複線化に向けた調査が行われていたが、2009年8月に「呉 - 海田市間と新広 - 安芸阿賀間の複線化で、約10分の所要時間短縮が可能となり採算性もあるが、事業費が多額で早期の着工は難しい」との調査結果が出された。

## 平均通過人員
各年度の平均通過人員（人/日）は以下のとおりである。
| 年度                   | 平均通過人員（人/日） | 平均通過人員（人/日） | 平均通過人員（人/日） | 出典   |
| 年度                   | 全線                  | 三原 - 広             | 広 - 海田市           | 出典   |
| ---------------------- | --------------------- | --------------------- | --------------------- | ------ |
| 2013年度（平成25年度） | 9,842                 | 2,791                 | 25,680                | [ 37 ] |
| 2014年度（平成26年度） | 9,518                 | 2,637                 | 24,973                | [ 38 ] |
| 2015年度（平成27年度） | 9,590                 | 2,665                 | 25,146                | [ 39 ] |
| 2016年度（平成28年度） | 9,410                 | 2,493                 | 24,948                | [ 40 ] |
| 2017年度（平成29年度） | 9,318                 | 2,367                 | 24,932                | [ 41 ] |
| 2018年度（平成30年度） | 7,979                 | 1,780                 | 21,905                | [ 42 ] |
| 2019年度（令和元年度） | 8,504                 | 2,095                 | 22,902                | [ 43 ] |
| 2020年度（令和02年度） | 6,556                 | 1,638                 | 17,605                | [ 44 ] |
| 2021年度（令和03年度） | 6,468                 | 1,509                 | 17,606                | [ 45 ] |
| 2022年度（令和04年度） | 6,926                 | 1,600                 | 18,888                | [ 46 ] |
| 2023年度（令和05年度） | 7,322                 | 1,653                 | 20,056                | [ 47 ] |

## 歴史

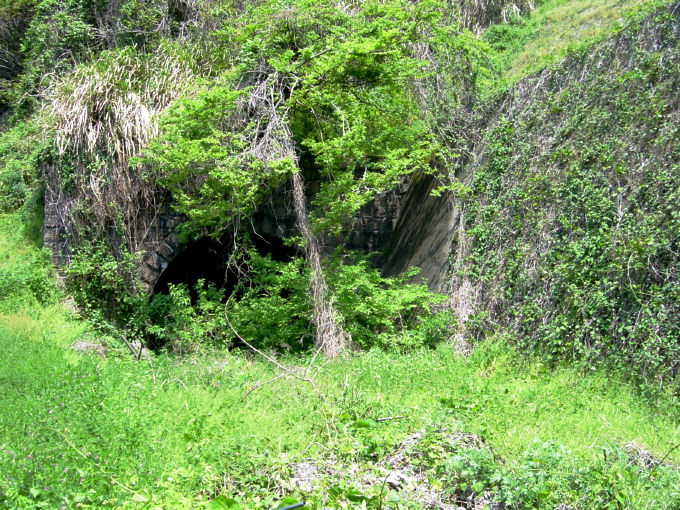
呉線旧線（矢野駅 - 坂駅間）

1890年（明治23年）に呉鎮守府が設置されたが、陸上交通の便が悪く、1892年（明治25年）に呉鎮守府東西両翼鉄道敷設計画として地元で鉄道開設の運動が始まった。1899年（明治32年）には衆議院議員の内藤守三が呉鎮守府両翼線実現を建議し、1900年（明治33年）1月に呉 - 海田市間の鉄道敷設建議案が可決された。しかし、財政上の問題から蔵相の松方正義の反対を受け、内藤が首相の山縣有朋に直談判して予算を獲得した。
工事は1901年（明治34年）5月に起工し、1903年（明治36年）12月27日に官設線として海田市駅 - 呉駅間が開業した（開業当時の中間駅は矢野駅、坂駅、天応駅、吉浦駅）。開業当時は呉駅 - 広島駅間に1日6往復、呉駅 - 海田市駅間に1日3往復の計9往復が運転された。この区間は、1904年12月1日から山陽鉄道に貸し渡され同社が運営したが、1906年12月1日に国有化され、国有鉄道の運営に戻った。
一方、呉駅 - 三原駅間の三呉線（さんごせん）の鉄道建設は進まず、1910年（明治43年）に沿岸鉄道期成同盟会が組織されたが実現には至らなかった。1920年（大正9年）に原内閣によって鉄道敷設法案が出されると、竹原町で第二次期成同盟会、呉市で第三次期成同盟会が組織されて同路線も盛り込むよう運動が展開され、1923年（大正12年）に三呉線も着手線となり測量が行われた。しかし、関東大震災の発生で工事は中止となり、1927年（昭和2年）11月15日に鉄道大臣の命令で呉と三原の双方から着工した。三原側からは1930年（昭和5年）に三原駅 - 須波駅間が開業し、1931年（昭和6年）に安芸幸崎駅、1932年（昭和7年）に竹原駅、1935年（昭和10年）2月に三津内海駅（後の安浦駅）まで延伸した。一方、呉側からは1935年3月に呉駅 - 広駅間が開業し、同年11月24日の三津内海駅 - 広駅間が開業し、三呉線は呉線に編入され、呉線の全通となった。全通以後は軍港としての呉の重要性から東京直通の急行列車が運転された。当線を経由した優等列車としては急行「安芸」「宮島」「ななうら」「にしき」「吉備」「出島」「音戸」や寝台特急「安芸」などがあげられる（列車の沿革の詳細は「etSETOra#呉線優等列車・観光列車沿革」および「山陽本線優等列車沿革」の項目を参照のこと）。このため、かつては線路等級こそ乙線であるものの一部に50kgレールを使うなど甲線並みに規格が高く設定されており、戦前はC53形、戦後もC59形やC62形といった大型の旅客用蒸気機関車が電化まで運用されていた。
戦前の1939年には、輸送力増強のため海田市駅 - 呉駅間の複線化が計画され、1941年3月に着工された。しかし太平洋戦争中の資材不足から工事が遅れ、輸送力増強は省営バス安芸線の運行を開始することで代えられ、1945年に複線化の計画は凍結された。4分の3が完成していたトンネル・路盤は放置されていたが、電化に際して従来の低規格のトンネルを放棄し、戦中に掘削した新トンネルに切り替えられている。

### 年表

#### 海田市駅 - 広駅間

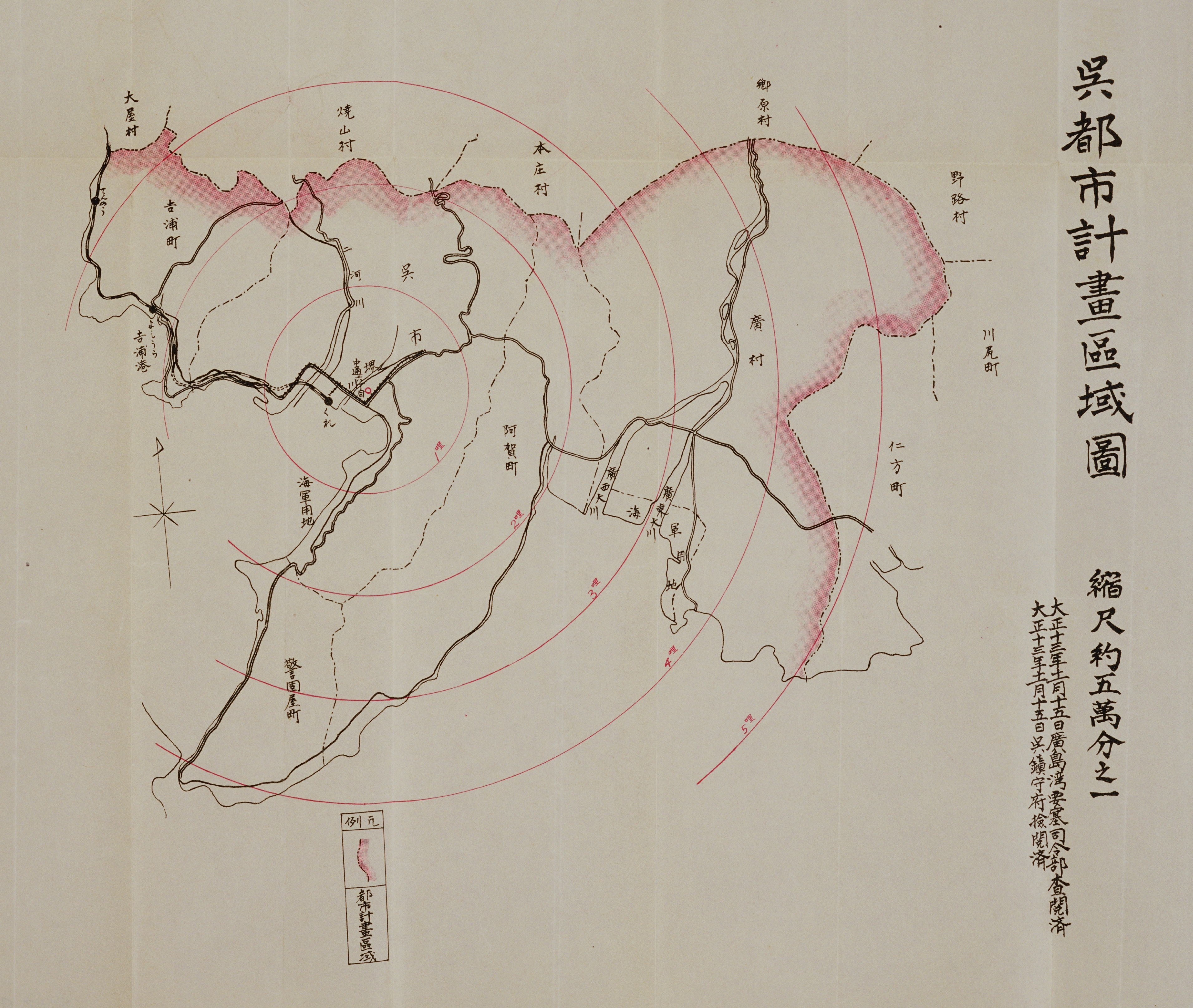
1924年呉市都市計画図

- 1903年（明治36年）12月27日：海田市駅 - 呉駅間（12.4M≒19.96km）が開業。矢野駅・坂駅・天応駅・吉浦駅・呉駅が開業。
- 1904年（明治37年）
  - 7月28日：浜崎仮停車場が開業。
  - 12月1日：山陽鉄道に賃貸。
- 1906年（明治39年）12月1日：山陽鉄道が国有化。
- 1909年（明治42年）
  - 5月28日：浜崎仮停車場を浜崎仮乗降場に変更。
  - 10月12日：国有鉄道線路名称の制定により、海田市駅 - 呉駅間が呉線となる。
- 1914年（大正3年）5月1日：小屋浦駅が新設され、浜崎仮乗降場が廃止。
- 1926年（大正15年）7月21日：旧浜崎仮乗降場と同一地点に安芸浜崎仮停車場が開業。
- 1928年（昭和3年）7月7日：狩留賀浜仮停車場が開業。
- 1930年（昭和5年）4月1日：営業距離の単位をマイルからメートルに変更（12.4M→20.0km）。
- 1934年（昭和9年）4月1日：ガソリンカーの運行が開始。
- 1935年（昭和10年）3月24日：呉駅 - 広駅間 (6.8km) が延伸開業。安芸阿賀駅・広駅が開業。

#### 三呉線
- 1930年（昭和5年）
  - 3月19日：三呉線 三原駅 - 須波駅間（3.2M≒5.15km）が開業。須波駅が開業。
  - 4月1日：営業距離の単位をマイルからメートルに変更（3.2M→5.1km）。
- 1931年（昭和6年）4月28日：須波駅 - 安芸幸崎駅間 (6.7km) が延伸開業。安芸幸崎駅が開業。
- 1932年（昭和7年）7月10日：安芸幸崎駅 - 竹原駅間 (13.5km) が延伸開業。忠海駅・大乗駅・竹原駅が開業。
- 1935年（昭和10年）2月17日：竹原駅 - 三津内海駅間 (18.9km) が延伸開業。吉名駅・安芸三津駅（現在の安芸津駅）・風早駅・三津内海駅（現在の安浦駅）が開業。

#### 全通以後

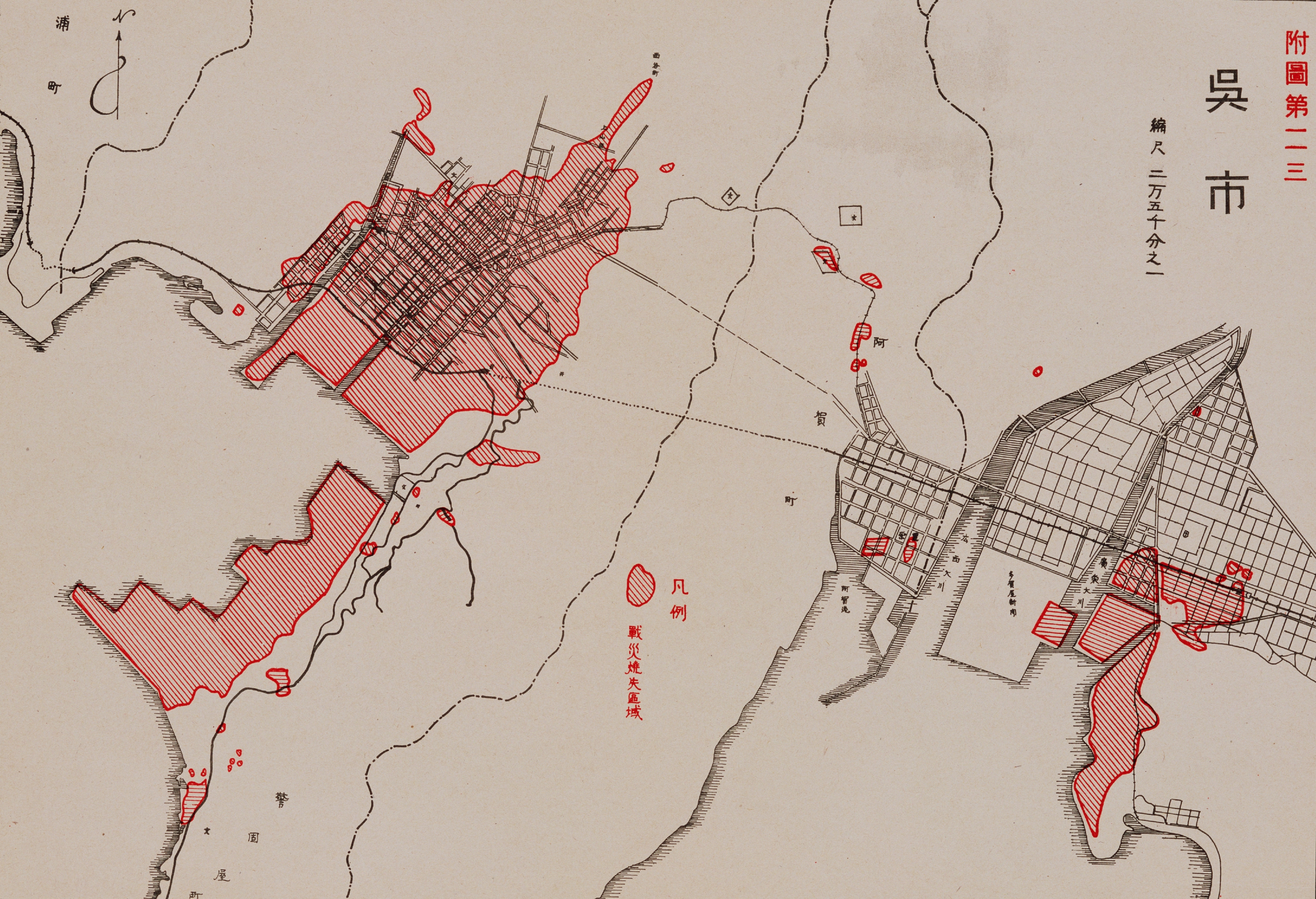
1945年呉市戦災概況図

- 1935年（昭和10年）11月24日：三津内海駅 - 広駅間 (16.0km) が延伸開業により全通[51]。三呉線が新規開業区間と（旧）呉線を編入し呉線に改称。安登駅・安芸川尻駅・仁方駅・川原石駅が開業。
- 1939年（昭和14年）3月10日：短距離列車での気動車使用中止[52]。
- 1940年（昭和15年）11月1日：川原石駅が休止。
- 1943年（昭和18年）：戦時の輸送力増強策として全線で単線自動閉塞化を完成[53]。
- 1946年（昭和21年）5月1日
  - 三津内海駅を安浦駅に改称。
  - 仁堀連絡船開業。仁方駅で接続した。
- 1949年（昭和24年）11月20日：安芸三津駅を安芸津駅に改称。
- 1950年（昭和25年）10月1日：宇品線への直通運転開始。
- 1957年（昭和32年）4月：一部の普通列車に気動車導入[33]。
- 1958年（昭和33年）8月1日：川原石駅が営業再開。
- 1966年（昭和41年）12月20日：宇品線への直通運転廃止。
- 1967年（昭和42年）8月1日：狩留賀浜仮停車場・安芸浜崎仮停車場廃止。
- 1968年（昭和43年）4月25日：電化工事起工。
- 1970年（昭和45年）
  - 8月3日：架線試験列車が入線、工事が完了した電化設備の試験を開始[54]。
  - 8月22日：電化試運転開始[55]。蒸気機関車牽引列車に電気機関車を連結しての電蒸運転も始まる。
  - 9月15日：全線電化（直流1500V）。電蒸運転を行っていた一部列車は電機単独の牽引に移行。
  - 9月23日：同日から29日まで電化完成の関連行事として呉駅構内で蒸気機関車展示会を実施[56]。
  - 9月28日：全区間で列車集中制御装置（CTC）使用開始。広島鉄道管理局管内では初のCTC化[57]。
  - 9月30日：急行「安芸」が呉線の蒸気機関車さよなら列車として運転され、線内から蒸気機関車牽引列車が消滅した[58]。
  - 10月1日：ダイヤ改正により電車による運行開始。広駅 - 広島駅間が快速となる列車運転開始[59]。
- 1971年（昭和46年）7月25日：安芸川尻駅西方200m付近の斜面が集中豪雨により崩壊。通過中の広島駅発京都駅行き急行「音戸1号」（12両編成）が巻き込まれて後部2両が70cmほど埋没した。列車は埋没した2両を切り離して車両点検後、運転を続行した[60]。
- 1972年（昭和47年）3月15日：ダイヤ改正により、糸崎駅 - 呉駅間が快速となる列車運転開始。広駅 - 広島駅間快速の列車は呉駅 - 広島駅間快速に変更[61]。
- 1975年（昭和50年）3月10日：ダイヤ改正で山陽新幹線が全線開業したことに伴い、優等列車は寝台特急「安芸」を除いて全て廃止[62]。
- 1978年（昭和53年）10月2日：ゴーサントオのダイヤ改正で寝台特急「安芸」が廃止され、線内を走行する優等列車が消滅[注釈 3][63]。
- 1980年（昭和55年）10月1日：ダイヤ改正により、糸崎駅 - 呉駅間快速の列車は廃止[64]。
- 1982年（昭和57年）7月1日：仁堀連絡船廃止。
- 1984年（昭和59年）2月1日：ダイヤ改正により、広駅 - 広島駅間にシティ電車導入。快速列車を削減し普通列車を増発[65]。
- 1985年（昭和60年）3月14日：ダイヤ改正により、呉駅 - 広島駅間の快速が廃止され、普通のみの運転となる[66]。
- 1986年（昭和61年）
  - 3月3日：ダイヤ改正により、昼間時運転の列車に水曜日運休を導入[67]。
  - 11月1日：全線の貨物営業廃止。国鉄の鉄道小荷物廃止により、荷物列車も全廃となる。ダイヤ改正により、川原石駅に全列車が停車するようになる。シティ電車が20分間隔で運転されるようになる[68]。

#### 国鉄分割民営化以後
- 1987年（昭和62年）4月1日：国鉄分割民営化により、西日本旅客鉄道が継承。
- 1988年（昭和63年）3月13日：ダイヤ改正により、水曜日運休の列車が全廃。
- 1989年（平成元年）3月11日：ダイヤ改正により、可部線から呉線へ乗り入れる列車の運転開始[69]。
- 1991年（平成3年）7月4日：午後1時55分ごろ、風早駅 - 安浦駅間で土砂崩れが発生、普通列車が乗り上げて乗客3名が負傷する事故が起きる[70]。
- 1992年（平成4年）
  - 3月14日：ダイヤ改正により、呉線から可部線へ乗り入れる列車の運転開始。臨時列車「ミッドナイトトレイン」[注釈 4]運転開始[71]。
  - 3月19日：呉ポートピア駅が開業。
- 1993年（平成5年）3月18日：ダイヤ改正により、臨時列車「ミッドナイトトレイン」廃止[72]。
- 1994年（平成6年）10月1日：安芸長浜駅が開業。
- 1995年（平成7年）10月1日：三原駅 - 広駅（構内を除く）間が広島支社の直轄から三原地域鉄道部の管轄になる[73]。
- 1996年（平成8年）3月16日：広駅 - 広島駅間で快速が復活。
- 1999年（平成11年）2月7日：かるが浜駅・水尻駅が開業[74]。川原石駅が0.5km海田市駅方面へ移転[74]。公募された快速の愛称が「安芸路ライナー」に決定[19]。朝ラッシュ時（下りのみ）、夕ラッシュ時（上りのみ）にも快速を運転開始。
- 2002年（平成14年）
  - 3月23日：新広駅が開業[75]。呉駅 - 広島駅間で日中の快速がワンマン運転開始[75]。
  - 10月5日：広駅 - 海田市駅・広島駅間が広島シティネットワークエリアとなる。
- 2003年（平成15年）
  - 3月13日：開業100周年を記念し、きのくにシーサイド用の客車で記念列車を運行。
  - 10月1日：三原駅 - 広駅間でワンマン運転開始[15]。これにより、日中は広駅を境に運転系統が分割される。
- 2004年（平成16年）
  - 3月13日：呉線列車が乗り入れる山陽本線向洋駅 - 広島駅間に天神川駅が開業。
  - 10月16日：日中の快速が「安芸路ライナー」に、朝夕ラッシュ時の快速が「通勤ライナー」になる[20]。
- 2005年（平成17年）
  - 3月19日：211系・スーパーサルーン「ゆめじ」編成（3両）を用い臨時快速「瀬戸内おさんぽ号」が運転開始（8月までの土曜・休日を中心に運転）[23]。
  - 10月1日：広島駅・広駅 - 三原駅間でキハ47形7000番台気動車による臨時快速「瀬戸内マリンビュー」2往復が運転開始（ほぼ毎日運転）。
- 2006年（平成18年）3月18日：臨時快速「瀬戸内マリンビュー」の広駅 - 三原駅間が各駅停車になる。
- 2007年（平成19年）
  - 5月-8月：各駅に自動改札機を導入。
  - 9月1日：全区間が「ICOCA」の利用エリアになる[76][77]。
- 2009年（平成21年）3月14日：土曜日を休日ダイヤで運転開始。
- 2010年（平成22年）
  - 7月14日：平成22年梅雨前線豪雨で複数の土砂崩れが発生し三原駅 - 呉駅間が終日不通となる[78]。
  - 7月16日：広駅 - 呉駅間で運転を再開[78]
  - 7月20日：不通区間を竹原駅 - 安浦駅間に短縮し、同区間で貸切バスによる代行を開始[79][80]。
  - 11月1日：竹原駅 - 安浦駅間の復旧により、全線で運転再開[81]。
- 2011年（平成23年）
  - 3月12日：ダイヤ改正により、臨時快速「瀬戸内マリンビュー」が土曜・休日ダイヤのみ1往復の運転になり、広駅 - 三原駅間が快速運転に戻される[82]。
  - 4月2日-4月7日：東日本大震災による車両保守部品工場被災に伴い、昼間時に間引き運転を実施。
- 2012年（平成24年）
  - 1月7日：「瀬戸内マリンビュー」が山陽本線広島駅 - 宮島口駅間で延長運転が行われ、宮島口駅 - 三原駅間の快速「清盛マリンビュー」として運転[24]。2013年1月14日まで[25]。
- 2014年（平成26年）3月15日：広駅を跨いで運転する列車は、広駅で必ず列車番号を変更するようになる。
- 2015年（平成27年）
  - 2月：広島シティネットワークエリア内各駅の駅名標を順次交換開始。JR西日本コーポレートカラーの青色から、呉線ラインカラーの黄色に変更。[83]
  - 3月14日：ラインカラー・路線記号を本格的に導入。227系運行開始、103系運行終了。
- 2016年（平成28年）
  - 3月26日：ダイヤ改正により、土休日ダイヤを見直し、平日と土休日で大きく異なるダイヤとなる。
  - 6月22日：平成28年梅雨前線豪雨により安登駅 - 安芸川尻駅間で土砂崩れが発生し、三原駅 - 広駅間が不通となる[84]。
  - 6月27日：三原駅 - 安浦駅間が復旧するも[84]、須波駅 - 安芸幸崎駅間の斜面亀裂のため[85]、19時から再び三原駅 - 忠海駅間が不通となる[86]。
  - 6月29日：安浦駅 - 広駅間が復旧[87]。
  - 7月15日：三原駅 - 忠海駅間が復旧[88]。
- 2018年（平成30年）
  - 6月1日：三原地域鉄道部廃止に伴い、約23年ぶりに全区間が広島支社の直轄になる[89]。
  - 7月5日：平成30年7月豪雨により三原駅 - 広駅間が運休となる[90]。
  - 7月6日：広駅 - 海田市駅間も運休となる[90]。複数箇所で土砂崩れが発生し、全線不通となる[91]。
  - 7月17日：呉駅 - 広島駅間で災害時緊急輸送バスの運行（朝夕の往復）を、呉港（中央桟橋） → 広島港（宇品）間で災害時緊急輸送船の運航（平日朝に1便）[注釈 5]をそれぞれ開始[92]。
  - 7月21日：広駅 - 広島駅間（直行便）、呉駅 - 広島駅間、坂駅 - 広島駅間で代行バスの運行を開始。これに伴い呉駅 - 広島駅間の災害時緊急輸送バスは運行終了[93]。
  - 7月25日：広駅 - 呉駅間で代行バスの運行を開始[注釈 6][93]。
  - 8月2日：坂駅 - 海田市駅間の運転を再開。これに伴い代行バスの運行区間が広駅 - 坂駅間（直行便）、呉駅 - 坂駅間、広駅 - 呉駅間に再編され、呉港 - 広島港間の災害時緊急輸送船は前日で運航終了[注釈 7][94]。
  - 8月11日：三原駅 - 広駅間で代行バスの運行を開始。これで、不通区間の全区間で代行バスが運行に[注釈 8][95]。
  - 8月20日：広駅 - 呉駅間で暫定的な折り返し運転を開始[96][97]。これに伴い、広駅 - 坂駅間（直行便）、広駅 - 呉駅間の代行バスは前日で運行終了[96]。
  - 9月9日：広駅 - 坂駅間で正式に運転再開[98][99]。これに伴い、呉駅 - 坂駅間間の代行バスは前日で運行終了[100]。
  - 10月14日：安芸川尻駅 - 広駅間で運転再開[101]。
  - 10月28日：安浦駅 - 安芸川尻駅間で運転再開[102]。
  - 12月15日：全線で運転再開[103][104]。
- 2019年（平成31年）
  - 3月16日：ダイヤ改正[105]。
    - 前年の平成30年7月豪雨で被災して以来、平日・土休日共通の暫定ダイヤで運行されていたが、正式に平日ダイヤと土休日ダイヤを再度統一。
    - 臨時快速「瀬戸内マリンビュー」を除き、全ての列車が227系での運転に統一。
- 2020年（令和2年）
  - 3月14日：ダイヤ改正で再度平日と土休日のダイヤを分離。三原駅 - 広駅の普通電車が一部を除いて、ワンマン運転となった[106]。
  - 10月3日：広島駅 - 尾道駅間でキロ47形7000番台気動車による臨時快速「etSETOra」が運転開始[28]。往路の広島発尾道行きが呉線を経由。
- 2021年（令和3年）
  - 3月13日：終電を繰り上げ。三原駅から広方面は40分、広駅から安浦方面は54分、安浦駅から竹原方面は56分、竹原駅から三原方面は85分、広島駅からも広行は39分それぞれ繰り上げとなった[107]。
  - 7月8日：同日の記録的豪雨により三原駅 - 竹原駅間が運休[108][注釈 9]。
  - 7月12日：三原駅 - 広駅間でバス代行輸送を開始[108]。
  - 7月21日：三原駅 - 竹原駅間が始発から運行を再開[109][注釈 10]。
  - 8月12日：前線による大雨により、前月の大雨後に東川の川床に設置された保護シートが破損・流失したことを受け、再度三原駅 - 竹原駅間を運休し、代行バス輸送に切替[110]。
  - 9月15日：広島県による応急工事の目途が立ち、全線で運転を再開[111][112]。代行バス輸送は14日限りで運行終了。
  - 10月2日：臨時快速「etSETOra」の復路の運行ルートを山陽本線経由から呉線経由に変更し、往路・復路ともに呉線経由で広島駅 - 尾道駅間の運転となる[29]。
- 2022年（令和4年）3月12日：広島駅 - 広駅間の日中の普通列車の運転区間を広島駅 - 呉駅間に短縮。また、23時台に新幹線との接続を改善を目的に、坂行を1本増発し、広島駅基準で終電を11分繰り下げ[113]。
- 2023年（令和5年）5月13日：広駅 - 海田市駅間にD-TASを導入[114]。
- 2025年（令和7年）3月15日：ダイヤ改正。快速通勤ライナーが新たに海田市駅に停車。また、土休日昼に坂駅 - 広島駅間の普通を増発。

## 駅一覧
便宜上、海田市側の全列車が乗り入れる山陽本線海田市駅 - 広島駅間も合わせて記載。なお山陽本線内にある貨物駅は省略する。
- 広：特定都区市内制度における「広島市内」エリアの駅
- 停車駅
  - 普通…すべての旅客駅に停車
  - 快速…安芸路=「安芸路ライナー」、通勤=「通勤ライナー」…●印の駅は全列車停車、▼印の駅は下り列車のみ停車、｜・↓印の駅は通過（矢印はその方向のみ運転）
    - 「etSETOra」の停車駅は「etSETOra#停車駅」を参照
- 線路（呉線内は全線単線） … ◇・∨・∧：列車交換可能、｜：列車交換不可、∥：複線（山陽本線内）
- 駅ナンバーは2020年9月より順次導入[115]。
- 全駅広島県内に所在

| 路線名   | 駅ナンバー  | 駅名           | 営業キロ | 営業キロ | 快速   | 快速 | 接続路線                                                | 線路        | 所在地        | 所在地        |
| 路線名   | 駅ナンバー  | 駅名           | 駅間     | 累計     | 安芸路 | 通勤 | 接続路線                                                | 線路        | 所在地        | 所在地        |
| -------- | ----------- | -------------- | -------- | -------- | ------ | --- | ------------------------------------------------------- | ----------- | ------------- | ------------- |
| 呉線     | JR-Y31      | 三原駅         | -        | 0.0      | ●      | ▼ | 西日本旅客鉄道： 山陽新幹線・ 山陽本線（JR-G16,JR-X20） | ∨           | 三原市        | 三原市        |
| 呉線     | JR-Y30      | 須波駅         | 5.1      | 5.1      | ●      | ▼ |                                                         | ◇           | 三原市        | 三原市        |
| 呉線     | JR-Y29      | 安芸幸崎駅     | 6.7      | 11.8     | ●      | ▼ |                                                         | ◇           | 三原市        | 三原市        |
| 呉線     | JR-Y28      | 忠海駅         | 5.4      | 17.2     | ●      | ▼ |                                                         | ◇           | 竹原市        | 竹原市        |
| 呉線     | JR-Y27      | 安芸長浜駅     | 2.8      | 20.0     | ●      | ▼ |                                                         | ｜          | 竹原市        | 竹原市        |
| 呉線     | JR-Y26      | 大乗駅         | 1.8      | 21.8     | ●      | ▼ |                                                         | ◇           | 竹原市        | 竹原市        |
| 呉線     | JR-Y25      | 竹原駅         | 3.5      | 25.3     | ●      | ▼ |                                                         | ◇           | 竹原市        | 竹原市        |
| 呉線     | JR-Y24      | 吉名駅         | 4.7      | 30.0     | ●      | ▼ |                                                         | ◇           | 竹原市        | 竹原市        |
| 呉線     | JR-Y23      | 安芸津駅       | 4.7      | 34.7     | ●      | ▼ |                                                         | ◇           | 東広島市      | 東広島市      |
| 呉線     | JR-Y22      | 風早駅         | 3.2      | 37.9     | ●      | ▼ |                                                         | ◇           | 東広島市      | 東広島市      |
| 呉線     | JR-Y21      | 安浦駅         | 6.3      | 44.2     | ●      | ▼ |                                                         | ◇           | 呉市          | 呉市          |
| 呉線     | JR-Y20      | 安登駅         | 4.5      | 48.7     | ●      | ▼ |                                                         | ◇           | 呉市          | 呉市          |
| 呉線     | JR-Y19      | 安芸川尻駅     | 4.1      | 52.8     | ●      | ▼ |                                                         | ◇           | 呉市          | 呉市          |
| 呉線     | JR-Y18      | 仁方駅         | 4.8      | 57.6     | ●      | ▼ |                                                         | ◇           | 呉市          | 呉市          |
| 呉線     | JR-Y17      | 広駅           | 2.6      | 60.2     | ●      | ▼ |                                                         | ◇           | 呉市          | 呉市          |
| 呉線     | JR-Y16      | 新広駅         | 1.3      | 61.5     | ●      | ▼ |                                                         | ｜          | 呉市          | 呉市          |
| 呉線     | JR-Y15      | 安芸阿賀駅     | 1.4      | 62.9     | ●      | ▼ |                                                         | ◇           | 呉市          | 呉市          |
| 呉線     | JR-Y14      | 呉駅           | 4.1      | 67.0     | ●      | ▼ |                                                         | ◇           | 呉市          | 呉市          |
| 呉線     | JR-Y13      | 川原石駅       | 1.7      | 68.7     | ｜     | ↓ |                                                         | ◇           | 呉市          | 呉市          |
| 呉線     | JR-Y12      | 吉浦駅         | 2.3      | 71.0     | ●      | ↓ |                                                         | ◇           | 呉市          | 呉市          |
| 呉線     | JR-Y11      | かるが浜駅     | 1.2      | 72.2     | ｜     | ↓ |                                                         | ◇           | 呉市          | 呉市          |
| 呉線     | JR-Y10      | 天応駅         | 2.1      | 74.3     | ｜     | ↓ |                                                         | ◇           | 呉市          | 呉市          |
| 呉線     | JR-Y09      | 呉ポートピア駅 | 1.3      | 75.6     | ｜     | ↓ |                                                         | ｜          | 呉市          | 呉市          |
| 呉線     | JR-Y08      | 小屋浦駅       | 1.5      | 77.1     | ｜     | ↓ |                                                         | ◇           | 安芸郡 坂町   | 安芸郡 坂町   |
| 呉線     | JR-Y07      | 水尻駅         | 2.2      | 79.3     | ｜     | ↓ |                                                         | ◇           | 安芸郡 坂町   | 安芸郡 坂町   |
| 呉線     | JR-Y06      | 坂駅           | 2.5      | 81.8     | ●      | ↓ |                                                         | ◇           | 安芸郡 坂町   | 安芸郡 坂町   |
| 呉線     | JR-Y05      | 矢野駅 広      | 2.6      | 84.4     | ●      | ▼ |                                                         | ◇           | 広島市 安芸区 | 広島市 安芸区 |
| 呉線     | JR-Y04      | 海田市駅 広    | 2.6      | 87.0     | ●      | ▼ | 西日本旅客鉄道： 山陽本線（西条方面:JR-G04）            | ∧           | 安芸郡        | 海田町        |
| 山陽本線 | JR-Y04      | 海田市駅 広    | 2.6      | 87.0     | ●      | ▼ | 西日本旅客鉄道： 山陽本線（西条方面:JR-G04）            | ∧           | 安芸郡        | 海田町        |
| JR-Y03   | 向洋駅 広   | 2.3            | 89.3     | ｜       | ↓      | | ∥                                                       | 府中町      | 安芸郡        |               |
| JR-Y02   | 天神川駅 広 | 1.8            | 91.1     | ｜       | ↓      | | ∥                                                       | 広島市 南区 | 広島市 南区   |               |
| JR-Y01   | 広島駅 広   | 2.3            | 93.4     | ●        | ▼      | 西日本旅客鉄道： 山陽新幹線・ 山陽本線（岩国方面:JR-R01）・ 可部線（JR-B01）・ 芸備線（JR-P01） 広島電鉄： 本線 …広島駅停留場（M1） | ∥                                                       | 広島市 南区 | 広島市 南区   |               |

1. ↑  可部線の正式な起点は山陽本線横川駅だが、運転系統上は広島駅に乗り入れる

- 直営駅（4駅）
  - 三原駅・広駅・呉駅・海田市駅
- JR西日本中国交通サービスによる業務委託駅（2駅）
  - 坂駅・矢野駅
- 簡易委託駅（2駅）
  - 忠海駅（ただし切符売り場がないため、事実上無人駅）・安芸津駅

駅ののりば番号は、駅本屋がある方から1番線、2番線…と付けていくのが通例だが、呉線内各駅ののりば番号の付け方は、駅本屋の場所に関係なく上り本線から1番線、2番線、3番線（3番線があるのは安浦駅・広駅・呉駅・坂駅のみ）の順となっている。

### 廃駅
( )内は三原駅を起点とした営業キロ。
- 狩留賀浜仮停車場：かるが浜駅付近 (72.1km)
- 安芸浜崎仮停車場：天応駅 - 呉ポートピア駅間 (75.2km)

## 広島市東部地区連続立体交差事業
広島市安芸区矢野東1丁目から海田市駅までの約1.7 kmにおいて、連続立体交差事業（鉄道高架化）が行われている。事業主体は広島県で、施行期間は2019年10月17日から2038年3月31日までの予定。